# سیارک ۸۲۹۹
سیارک ۸۲۹۹ (به انگلیسی: 8299 Tealeoni، نامگذاری:1993TP24) هشت هزار و دویست و نود و نهمین سیارک کشف شده‌است که در ۹ اکتبر ۱۹۹۳ کشف شد.
قدر مطلق سیارک برابر ۱۲.۳ است.